# Улица Оскаленко
Улица Оскаленко — улица в Приморском районе Санкт-Петербурга. Соединяет улицу Школьную и Приморский проспект, проходя между Шишмарёвским и Серебряковым переулками. Протяжённость улицы — около 450 м.

## История
Улица известна с 1896 года как Банный переулок. В 1906 году переименована в Земский переулок, однако 10 сентября 1935 года прежнее название было восстановлено. С 15 мая 1965 года носит имя лётчика, Героя Советского Союза Дмитрия Оскаленко.

## Примечательные здания
Чётная сторона:
- Дом 18 — бывший лазарет Санкт-Петербургского губернского земства, 1899 г., архитекторы Иван Шапошников и Николай Беккер. В современности — городская поликлиника № 49; ГУЗ поликлиническое отделение № 33[2].
- Дом 19 — особняк врача Александра Нецветаева, 1890-е гг., архитекторы Иван Шапошников и Николай Беккер[2].

## Транспорт
- Метро: Старая Деревня (1350 м), Чёрная речка (1300 м)
- Автобусы: 211
- Трамваи: 21, 48
- Ж/д платформы: Старая Деревня (1350 м)

## Пересекает следующие улицы и проспекты
С севера на юг:
- Школьная улица
- Дибуновская улица
- улица Савушкина
- Приморский проспект

## Галерея

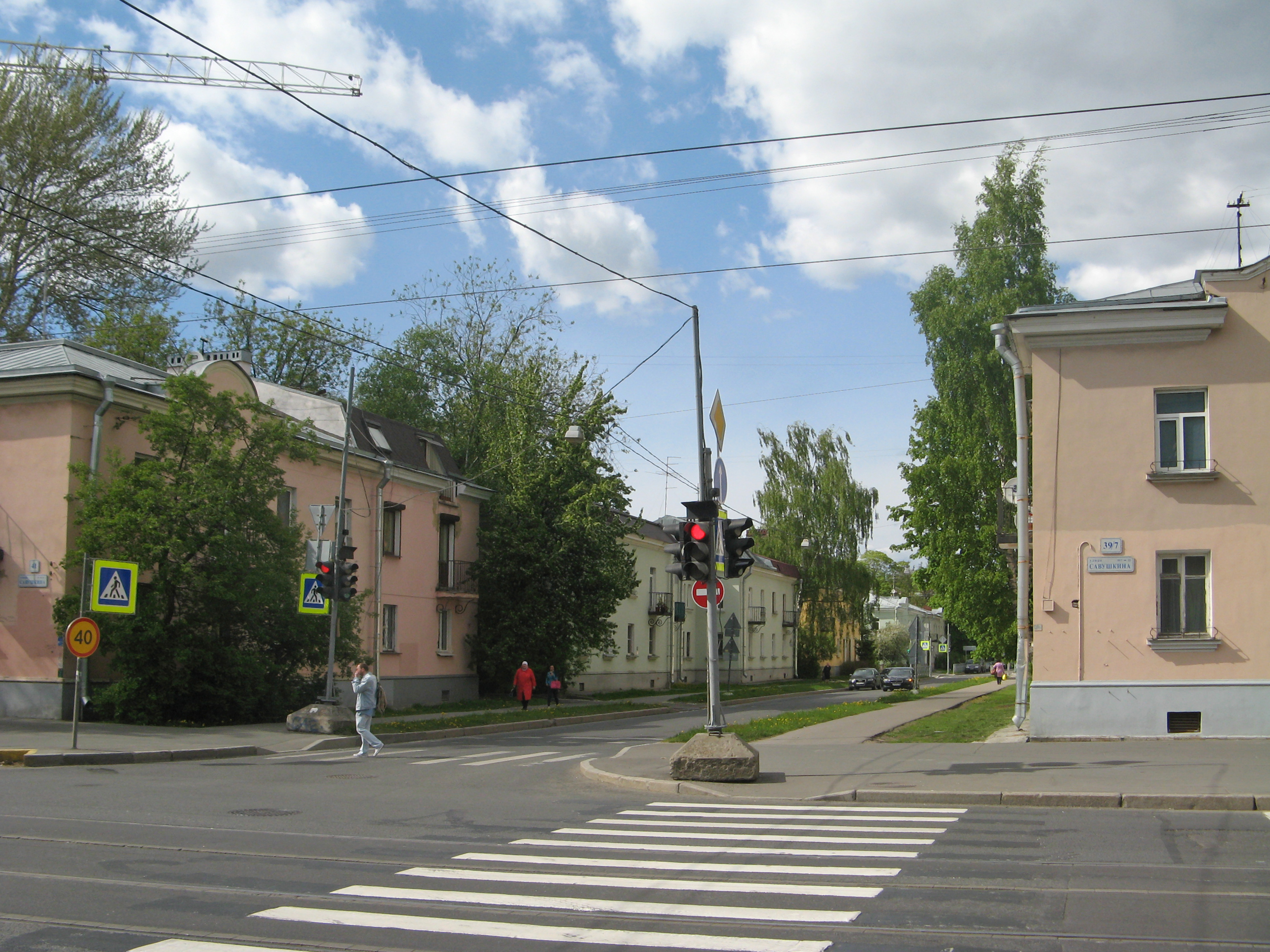
Вид от улицы Савушкина
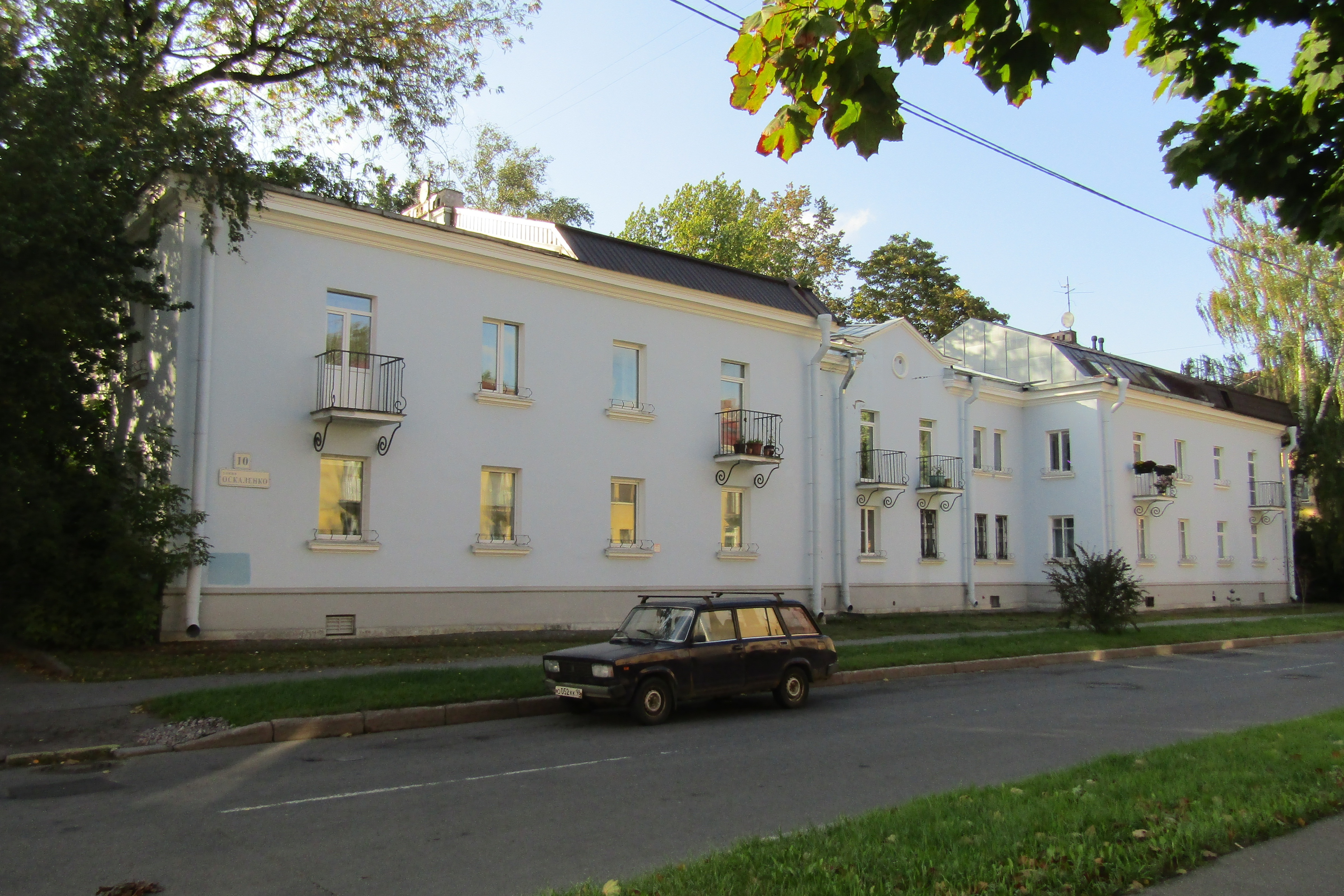
Дом 10
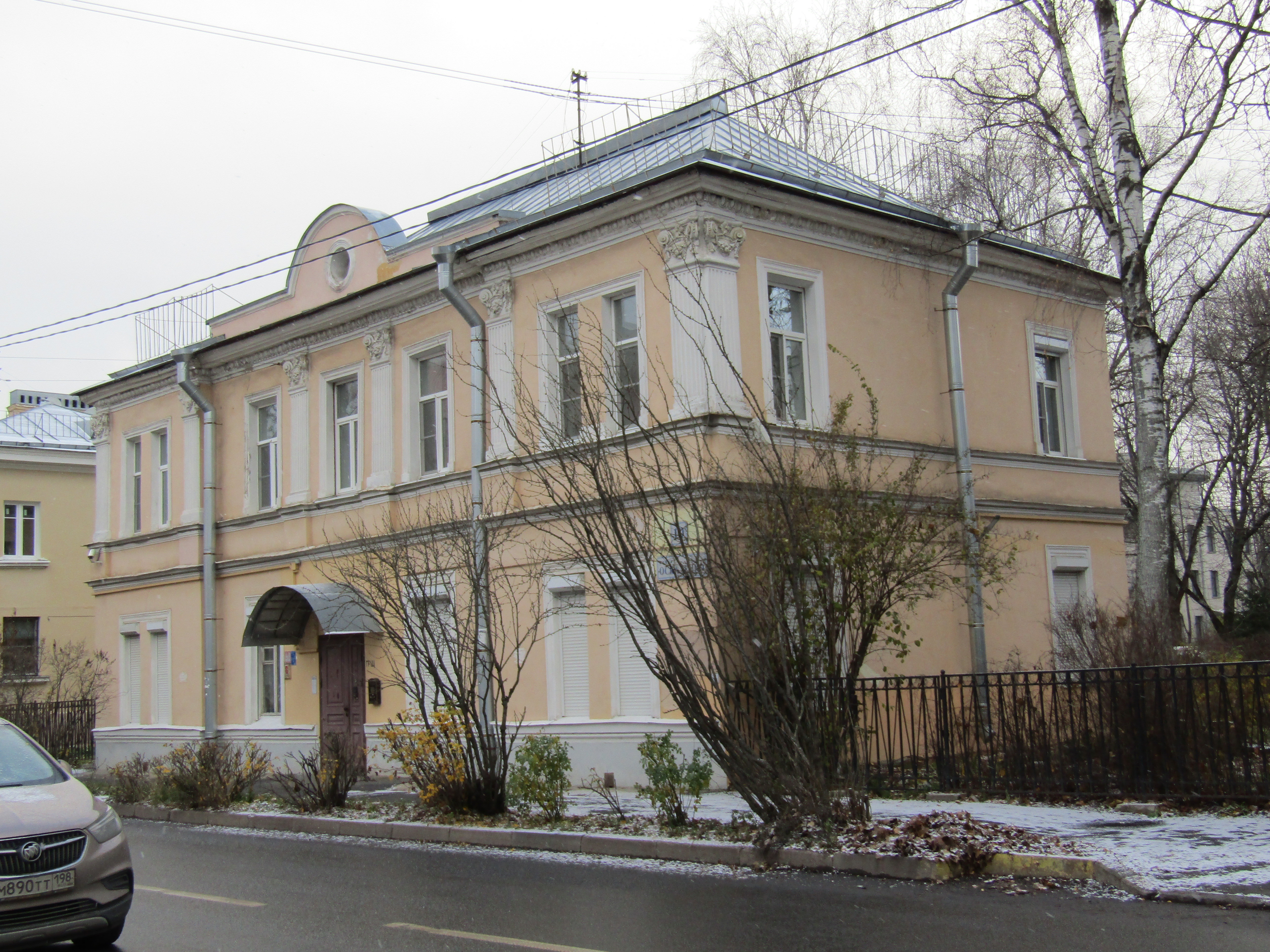
Дом 19. Построен в конце XIX века
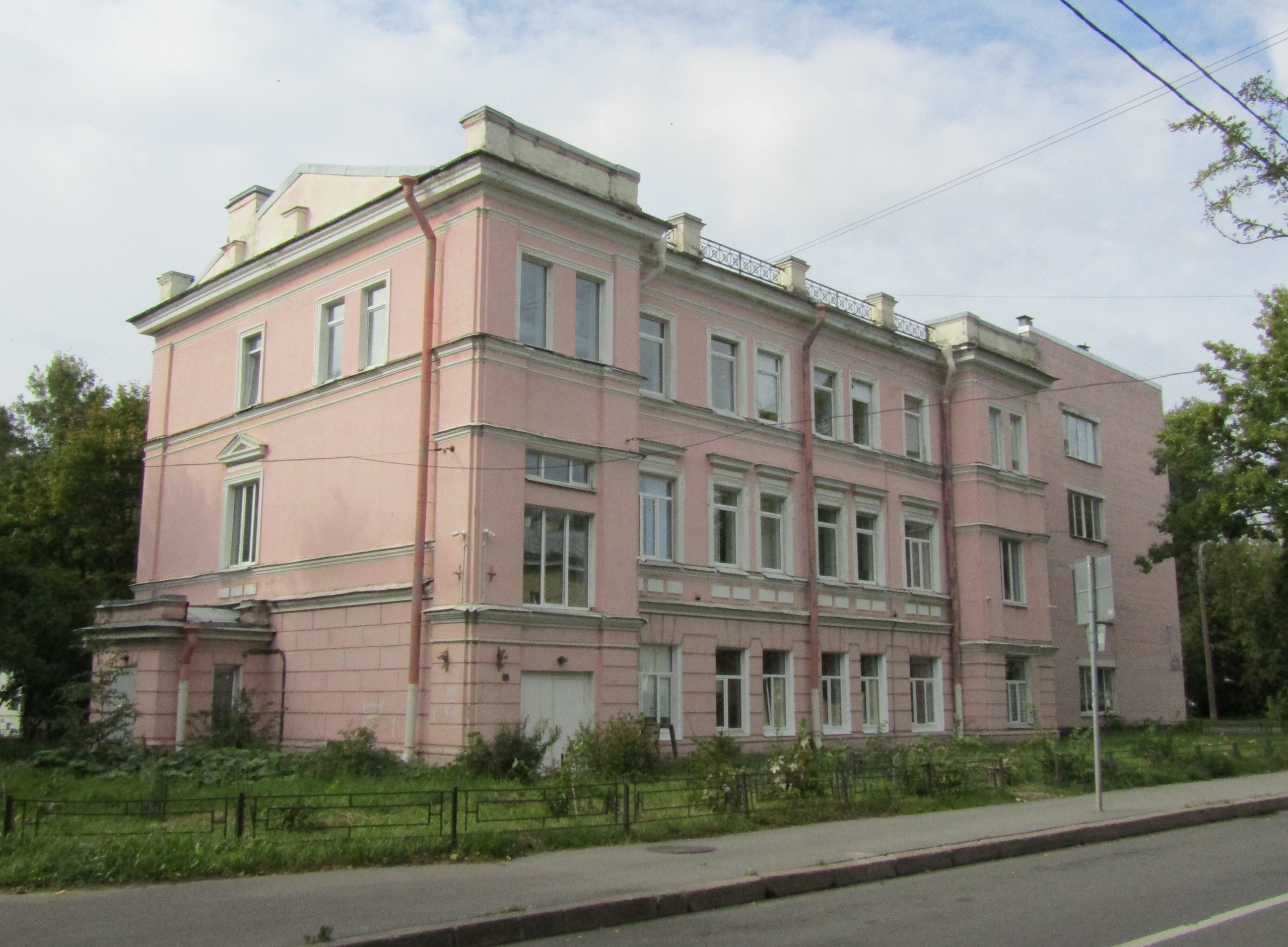
Дом 18. Постройка конца XIX века. Первоначально в здании располагался лазарет Санкт-Петербургского губернского земства